# Мем
 Тази статия е за концепцията в културната антропология.  За онлайн шегите, свързани с нея, вижте Мем (интернет).  
Мемът (на английски: meme; /ˈmiːm/) или по-рядко казано забавни колажи е идея, поведение или стил, който се разпространява от човек на човек в дадена култура.
Терминът произлиза от старогръцката дума мимема (на старогръцки: μίμημα, „нещо, което се имитира“) и по аналогия с термина ген. Въведен е от Ричард Докинс в книгата му „Себичният ген“ (1976) при обсъждане на еволюционното естество на разпространението на идеи и културни явления. Мемовете се разпространяват, като прескачат от мозък в мозък чрез процес, който в най-широкия смисъл може да бъде наречен имитация. Според Ричард Докинс разпространението на мемовете е проява на Дарвиновата теория под друга форма.
Мемовете следва да се разглеждат като живи структури не само в метафоричен, но и в технически смисъл. Когато се „посади“ мем в даден мозък, той буквално го опаразитява, превръщайки го в носител на разпространението на мем точно по начина, по който вирусът опаразитява генетичния апарат на клетката гостоприемник.
През 1988 г. понятието мем влиза в официалния списък на думи, предвиждани за бъдещите издания на Оксфордския речник на английския език, а през 1997 г. е добавено в речника.
Типични примери за мемове са хитовите мелодии, идеите, крилатите фрази, начинът на обличане, видовете грънчарство и архитектурните стилове.
Хуан Делиус (специалист в областта на мозъка) публикува подробна картина на това, как би изглеждал невронният хардуер на мем. Делиус подчертава ясното разграничаване между мемовете от техните („фенотипни“) въздействия. Той придава огромно значение на коадаптираните меметични комплекси, в които мемовете са селектирани заради взаимната им съвместимост.